# 金民宗
金民宗（韩语： Gim Minjong，2000年9月1日—），韩国男子柔道运动员，2019年世界柔道锦标赛男子100公斤以上级铜牌得主、2022年世界柔道锦标赛男子100公斤以上级铜牌得主、2022年亚洲运动会男子100公斤以上级铜牌得主。